# 기타 쓰네오
기타 쓰네오(일본어: 喜多恒雄, 1946년 11월 16일~)는 일본의 기업인이다. 게이오 대학교를 졸업한 그는 1971년 니혼게이자이 신문사에 입사하였고 2008년 사장 자리에 올랐다. 2015년 2월 니혼게이자이 신문사의 회장으로 정식 취임했다.